# Гейдельберґ (ПАР)
Гейдельберґ (англ. Heidelberg) — населений пункт в районі Еден, Західна Капська провінція, ПАР. Гейдельберґ розташований за 274 км на схід від Кейптауна.
Гейдельберґ входить до складу місцевого муніципалітету Гессеква.